# ラキトヴェツ駅
ラキトヴェツ駅（ラキトヴェツえき）はスロベニア共和国沿海地方コペル市にある、スロベニア国鉄プレシニツァ-ラキトヴェツ国境線の駅である。国境線を越えて南はクロアチア共和国ブゼトである。

## 駅構造

### ホーム
1面3線の地上駅。駅舎と、3本の線路からなる。
| 路線                                 | 方向   | 行先                           | 備考       |
| ------------------------------------ | ------ | ------------------------------ | ---------- |
| プレシニツァ - ラキトヴェツ - 国境線 | 北方向 | ディヴァチャ、リュブリャナ方面 | 特急、普通 |
| 90号線                               | 南方向 | ブゼト、プラ方面               | 特急、普通 |

### ダイヤ[1][2]
- 夏季限定で、国際特急「イストラ」号が、ディヴァチャ - プラ間に一日1往復運行する。特急の中では停車駅が多めで、事実上快速に近い。夏季の休日はリュブリャナ行となる。
- 普通列車が一日2往復運行する。

## 隣の駅
スロベニア国鉄
プレシニツァ-ラキトヴェツ国境線
特急、普通
ブゼト駅 - ラキトヴェツ駅 - ポドゴリェ駅

## その他
スロベニア最南端の駅で、稚内駅より北、宗谷岬より南に位置している。クロアチアとの国境駅であるが、直通先のイストラ線はクロアチアの他の鉄道路線から孤立している。